# 陳明金
陳明金 ，SLM，OMB（1962年11月9日—），男，福建晋江人，澳門前任立法會議員，商人。
陳明金是現任全國政協委員、澳門特別行政區行政會委員，民众建澳聯盟創會主席、澳門福建同鄉總會理事長、澳門中華媽祖基金會執行委員會主席、澳門日報讀者公益基金會副會長、澳門鏡湖醫院慈善會副理事長、澳門同善堂副監事長、中國澳門殘疾人奧委會會長、澳門敬老總會創會會長。澳門城市大學校董會主席、黎明職業大學董事會董事長。澳門金龍集團有限公司董事長、澳門環宇國際旅運有限公司董事長。。
曾任全國青聯第十屆委員會副主席，澳門特別行政區第三、四、五屆立法議員(直選)，福建省青聯第八、第九屆委員會副主席。

## 生平
陈明金生於中華人民共和國福建省晉江市東石鎮路東村的一個務農家庭。1980年於福建省晉江市僑聲中學畢業後隨即與胞弟申請移居澳門，並定居至今。
2008年12月30日，澳門特別行政區政府授予陳明金仁愛功績勳章。
2015年12月7日，澳門特別行政區政府授予陳明金銀蓮花榮譽勳章。
2019年1月9日，澳門特別行政區政府授予陳明金金蓮花榮譽勳章。